# Ady Barkan
Ady Barkan (Boston, 18 de dezembro de 1983 – 1 de novembro de 2023) foi um advogado e ativista liberal norte-americano. Em 2020, apareceu na lista de 100 pessoas mais influentes do ano pela Time.

## Morte
Barkan teve sua morte divulgada no dia 1 de novembro de 2023, aos 39 anos, vítima de complicados da ELA.